# Oligota brevicollis
Oligota brevicollis är en skalbaggsart som beskrevs av Sharp 1908. Oligota brevicollis ingår i släktet Oligota och familjen kortvingar. Inga underarter finns listade i Catalogue of Life.